# Ortskapelle Eggendorf am Wagram

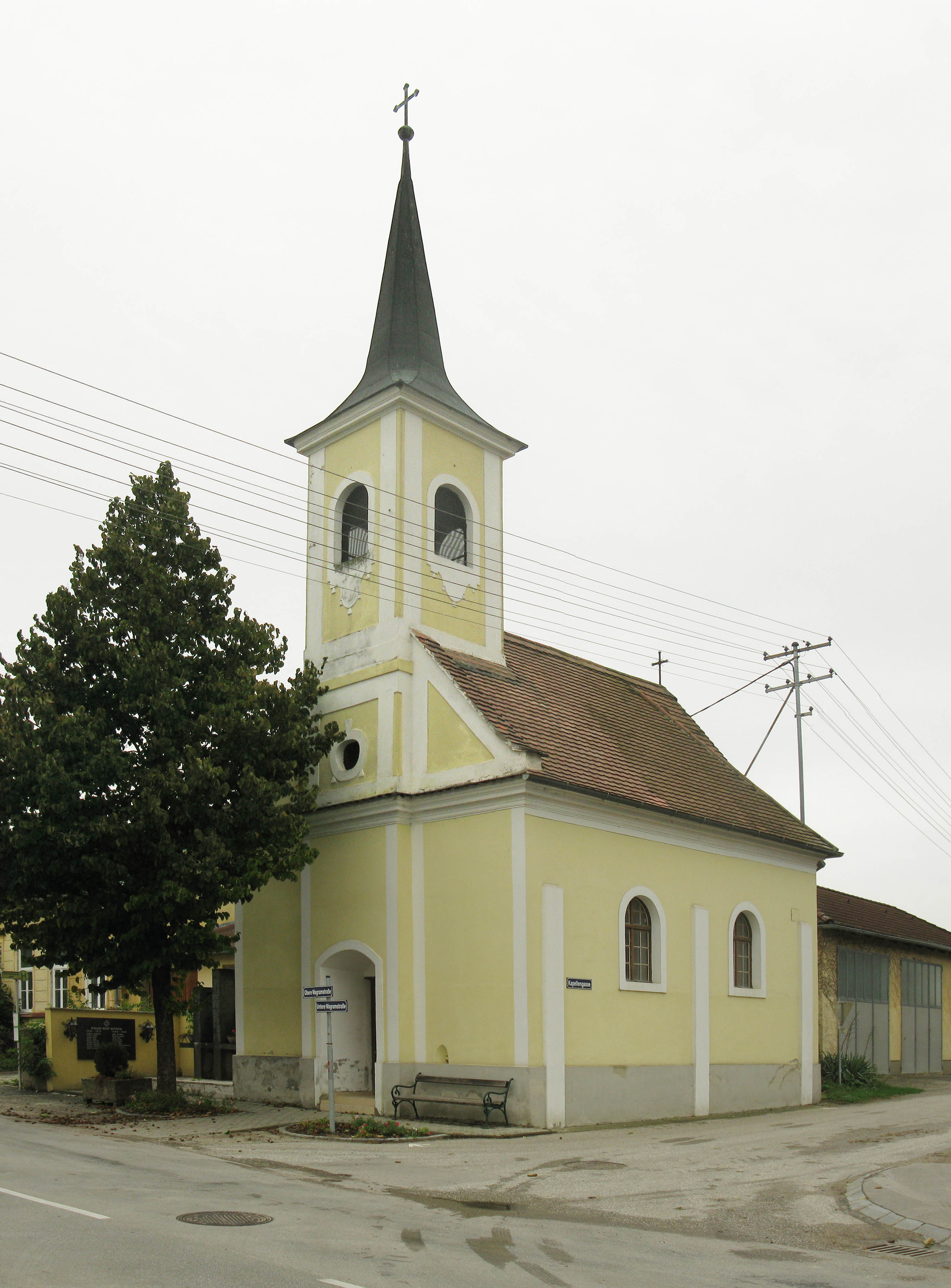
Katholische Ortskapelle hl. Wolfgang in Eggendorf am Wagram

Die Ortskapelle Eggendorf am Wagram steht an der Durchgangsstraße im Ort Eggendorf am Wagram in der Marktgemeinde Stetteldorf am Wagram im Bezirk Korneuburg in Niederösterreich. Die dem heiligen Wolfgang von Regensburg geweihte römisch-katholische Ortskapelle gehört zum Dekanat Großweikersdorf in der Erzdiözese Wien. Die Kapelle steht unter Denkmalschutz (Listeneintrag). 

## Geschichte
Die Kapelle wurde 1811 erbaut.

## Architektur
Die Kapelle mit einem größeren Langhaus hat eine Halbkreisapsis und einen leicht vorgezogenen Fassadenturm. Die gefaschte Fassade zeigt Rundbogenfenster. Der Turm zwischen Giebelschrägen trägt einen Pyramidenhelm.
Das Kapelleninnere zeigt ein zweijochiges Langhaus unter einem Platzlgewölbe auf Wandpfeilervorlagen und Putzschnittfelder. Der Apsisbogen nennt die Jahresangabe 1811.

## Ausstattung
Der kleine nachbarocke Pilasteraltar zeigt ein erneuertes Altarbild Mariahilf und das Aufsatzbild Dreifaltigkeit.